# Ebon (namn)

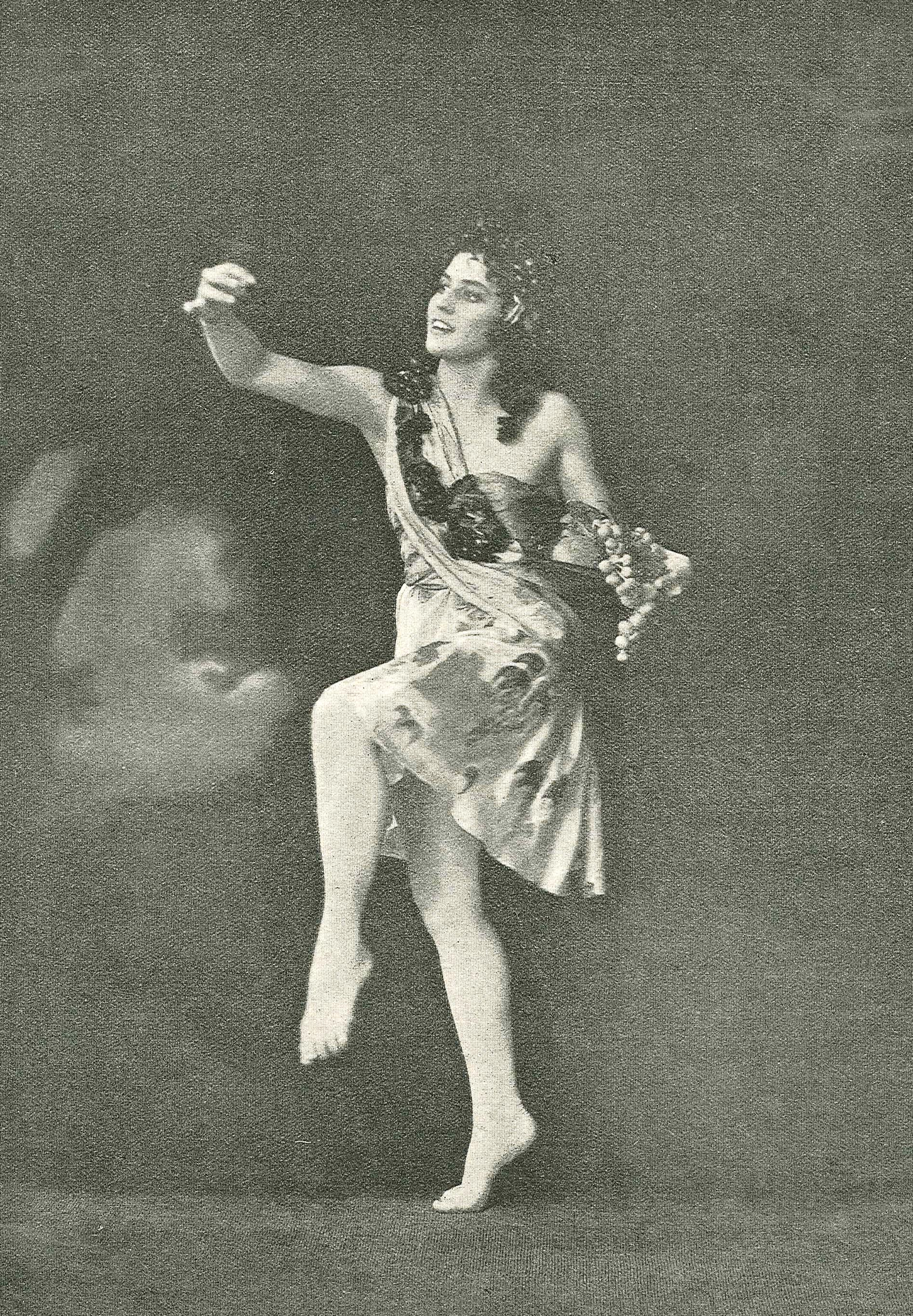
Ebon Strandin

Ebon är en kortform av det spanska kvinnonamnet Ebonita som har oviss betydelse.
Den 31 december 2020 fanns det totalt 479 kvinnor folkbokförda i Sverige med namnet Ebon, varav 185 bar det som tilltalsnamn.
Namnsdag: saknas (1986-1992: 6 mars)

## Personer med namnet Ebon
- Ebon Andersson, svensk högerpolitiker och bibliotekarie
- Ebon Kram, tidigare ordförande i ROKS
- Ebon Strandin, svensk premiärdansös